# Núcleo do trato solitário

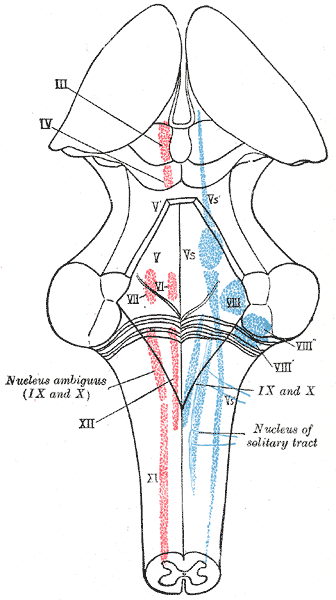
A projeção aferente do trato solitário do bulbo é disposta numa direção rostro-caudal. Sendo que os VII, IX e X pares vão para o núcleo do trato solitário: o VII nervo termina numa posição rostral, o IX no nervo intermediária do núcleo e o X nervo na zona caudal do núcleo.

Núcleo do trato solitário é um núcleo sensitivo, formando uma coluna vertical no bulbo raquidiano recebe fibras aferentes especiais e gerais dos seguintes pares cranianos: VII (nervo facial), IX (nervo glossofaríngeo) e X (nervo vago/pneumogástrico). Sua principal função está relacionada ao paladar (aferentes sensitivas) e a secreção de saliva. Faz parte também de uma via de ativação do Locus ceruleus (noradrenérgica) importante na formação de memórias aversivas e de reconhecimento de objetos. 
O núcleo do trato solitário tem conexão com a região rostral ventrolateral do bulbo raquidiano, modulando seu funcionamento. Esta região é o local de origem dos estímulos excitatórios do sistema nervoso simpático, que irão estimular a medula adrenal e a cadeia simpática.